# Ветерна Поруба
Ветерна Поруба (словац. Veterná Poruba) — село, громада округу Ліптовський Мікулаш, Жилінський край, регіон Ліптов. Кадастрова площа громади — 4,73 км².
Населення 375 осіб (станом на 31 грудня 2018 року).

## Географія
Протікає річка Околічнянка.

## Історія
Ветерна Поруба згадується 1273 року.

## Населення
| Рік:            | 1994. | 2004.   | 2014.   | 2024.   |
| --------------- | ----- | ------- | ------- | ------- |
| Кількість осіб: | 360   | 350     | 372     | 362     |
| Різниця:        |       | -2,77 % | +6,28 % | -2,68 % |

| Рік:            | 2023. | 2024.   |
| --------------- | ----- | ------- |
| Кількість осіб: | 370   | 362     |
| Різниця:        |       | -2,16 % |